# Peter Halm (Kunsthistoriker)
Peter Halm (* 17. November 1900 in München; † 26. April 1966 ebenda) war ein deutscher Kunsthistoriker und Direktor der Staatlichen Graphischen Sammlung München.

## Leben
Peter Halm stammt aus einer Gelehrten- und Künstlerfamilie. Sein Vater, Philipp Maria Halm, war Direktor des Bayerischen Nationalmuseums und der Radierer Peter Halm sein Onkel.
1920 machte er Abitur am Wilhelmsgymnasium München. 
Er wurde 1927 an der Universität München bei Heinrich Wölfflin mit einer Arbeit über die Landschaftszeichnungen Wolf Hubers promoviert. Anschließend arbeitete er von 1927 bis 1935 als wissenschaftliche Hilfskraft am Dresdner Kupferstichkabinett bei Max Lehrs. Von 1935 bis 1938 war Halm an der Badischen Kunsthalle Karlsruhe tätig, bevor er 1938 als Konservator an die Bayerischen Staatsgemäldesammlungen nach München wechselte. 
Am 30. August 1939 wurde Peter Halm zum Militärdienst eingezogen und war von März bis Juli 1941 in einer Propaganda-Staffel in Südwestfrankreich als Sachbearbeiter für Schrifttum und Kulturfragen eingesetzt. Später wurde er als Sonderführer beim Chef der Heeresmuseen für Kunstschutzaufgaben im nationalsozialistischen Sinne sowie in seiner Eigenschaft als Sammel- und Beuteoffizier für das Sammeln erbeuteten Kriegsmaterials zu Ausstellungszwecken ab September 1942 im Gebiet der Sowjetunion und ein Jahr später in Italien eingesetzt. Nach Entlassung aus der Kriegsgefangenschaft kehrte er im September 1945 nach München zurück.
Am 1. Mai 1948 wurde er zum Direktor der Staatlichen Graphischen Sammlung ernannt, die er bis zu seinem Ruhestand am 30. November 1965 leitete. 
„Von Anbeginn war er bemüht, die außergewöhnlich stark von Kriegsverlusten getroffene Sammlung zu reorganisieren. Einen Glanzpunkt bildete die von Halm konzipierte fulminante Wanderausstellung Deutsche Zeichnungen 1400–1900, die 1955/56 in München, Berlin und Hamburg sowie in fünf Städten der USA gezeigt wurde. Neben seinen Arbeiten zur altdeutschen Graphik widmete sich Halm mit ebensolcher Intensität der Kunst des 19. und 20. Jahrhunderts, was nicht nur die kapitalen Ankäufe auf diesem Gebiet belegen, sondern auch Ausstellungen zu Käthe Kollwitz, Pablo Picasso, Max Beckmann und Lovis Corinth. Außerdem arbeitete der Mitherausgeber verschiedener Fachzeitschriften wie des Pantheon, des Münchner Jahrbuchs der bildenden Kunst oder der Kunstchronik über die Entstehungsgeschichte und Entwicklung der unterschiedlichen graphischen Techniken.“
Halm sammelte aber auch intensiv Druckgraphiken für das Museum und setzte sich für die Erforschung der Geschichte der Druckgraphik ein. So zeigte er 1957 die epochale Ausstellung Inkunabeln. Das erste Jahrhundert des deutschen Buch- und Bilddrucks, 1962 folgte Bild vom Stein. Die Entwicklung der Lithographie von Senefelder bis heute. Während seiner Amtszeit kamen zwei bedeutende Stiftungen mit Druckgraphiken in die Staatliche Graphische Sammlung München, die von Max Kade und die von Ludwig Gutbier.

## Schriften (Auswahl)
- Die Landschaftszeichnungen des Wolfgang Huber. Knorr & Hirth, München 1930 (Dissertation).
- Altdeutsche Kupferstiche. Prestel, Frankfurt am Main 1935.
- mit Bernhard Degenhart, Wolfgang Wegner: Hundert Meister-Zeichnungen aus der Staatlichen Graphischen Sammlung München. Prestel, München 1958.